# Flabellophora
Flabellophora is een geslacht van schimmels behorend tot de familie Steccherinaceae. De typesoort is Flabellophora superposita.

## Soorten
Volgens Index Fungorum telt het geslacht 19 soorten (peildatum april 2022):
| Soortnaam                   | Auteur(s)         | Publicatiejaar |
| --------------------------- | ----------------- | -------------- |
| Flabellophora aurantiaca    | Corner            | 1987           |
| Flabellophora brevipes      | Corner            | 1987           |
| Flabellophora deceptiva     | Corner            | 1987           |
| Flabellophora fasciculata   | Ryvarden & Iturr. | 2003           |
| Flabellophora flaviporus    | Corner            | 1987           |
| Flabellophora inconspicua   | Corner            | 1987           |
| Flabellophora intertexta    | Corner            | 1987           |
| Flabellophora kinabaluensis | Corner            | 1987           |
| Flabellophora latiporus     | Corner            | 1987           |
| Flabellophora licmophora    | (Massee) Corner   | 1987           |
| Flabellophora nana          | Corner            | 1987           |
| Flabellophora obtorta       | Corner            | 1987           |
| Flabellophora ochracea      | Corner            | 1987           |
| Flabellophora parva         | Corner            | 1987           |
| Flabellophora squamosa      | Corner            | 1987           |
| Flabellophora subsimplex    | Corner            | 1987           |
| Flabellophora superposita   | (Berk.) G. Cunn.  | 1965           |
| Flabellophora variabilis    | Corner            | 1987           |
| Flabellophora velutinosa    | Corner            | 1987           |